# Уилсон, Уильям Лайн
Уильям Лайн Уилсон (англ. William Lyne Wilson) — американский политик-демократ, 37-й Генеральный почтмейстер США.

## Биография
Уильям Уилсон родился в Чарльз-Тауне, Виргиния. Окончил городскую академию, а в 1860 году — Университет Джорджа Вашингтона. С началом Гражданской войны в США завербовался в армию КША, где его распределили в 10-й конный полк Виргинии. После войны некоторое время преподавал в Университете имени Джорджа Вашингтона, пока в 1869 году не вошёл в коллегию адвокатов. С того же года начал практику в Чарльз-Тауне.
На Национальной демократической конвенции 1880 года Уилсон был делегатом. Там его избрали президентом университета Западной Виргинии. 4 сентября 1882 года ушёл в отставку, так как баллотировался в Палату представителей США. Был избран, и 4 марта 1883 года занял кресло. В 1893—1895 годах был председателем Комитета путей и сообщения. В этой должности он внёс некоторые коррективы в Тариф Мак-Кинли.
3 апреля 1895 года занял пост Генерального почтмейстера США в кабинете Гровера Кливленда. На президентских выборах 1896 года поддерживал одновременно и Уильяма Брайана, и Джона Палмера. 4 марта 1897 года ушёл в отставку.
После ухода с поста был избран президентом Университета Вашингтона и Ли.
Умер в Лексингтоне 17 октября 1900 года. В честь него назван участок 340-й автострады между Харперс-Ферри и Чарлзтауном.